# Quận Dallas, Arkansas
Quận Dallas là một quận thuộc tiểu bang Arkansas, Hoa Kỳ.
Quận này được đặt tên theo George M. Dallas. Theo điều tra dân số của Cục điều tra dân số Hoa Kỳ năm 2000, quận có dân số 9210 người. Quận lỵ đóng ở Fordyce.6 Quận được lập ngày 1/1/1845.

## Dân số
Dân số ước tính của Quận Dallas, Arkansas vào năm 2024 là 5.961 người với tốc độ tăng trưởng -1,89% trong năm qua theo dữ liệu điều tra dân số gần đây nhất của Hoa Kỳ. Quận Dallas, Arkansas là quận lớn thứ 73 ở Arkansas.

## Địa lý
Theo Cục điều tra dân số Hoa Kỳ, quận có diện tích 668 dặm vuông Anh (1.730,1 km2), trong đó có 1 dặm vuông Anh (2,6 km2) là diện tích mặt nước.

### Các xa lộ chính
- U.S. Highway 79
- U.S. Highway 167
- Highway 7
- Highway 8
- Highway 9
- Highway 46
- Highway 48